# Villers-lès-Moivrons
Villers-lès-Moivrons is een gemeente in het Franse departement Meurthe-et-Moselle in de regio Grand Est en maakt deel uit van het arrondissement Nancy. De gemeente telde 143 inwoners op 1 januari 2022.

## Geschiedenis
De gemeente maakte voor 2015 deel uit van het kanton Nomeny. Toen het kanton op 22 maart 2015 werd opgeheven werd de gemeenten ervan opgenomen opgenomen in het op die dag gevormde kanton Entre Seille et Meurthe.

## Geografie
De oppervlakte van Villers-lès-Moivrons bedraagt 2,85 vierkante kilometer; Op 1 januari 2022 was de bevolkingsdichtheid 50,2 inwoners per km².
De onderstaande kaart toont de ligging van Villers-lès-Moivrons met de belangrijkste infrastructuur en aangrenzende gemeenten.

## Demografie
Onderstaande figuur toont het verloop van het inwonertal.
Abaucourt · Armaucourt · Arraye-et-Han · Autreville-sur-Moselle · Belleau · Belleville · Bey-sur-Seille · Bezaumont · Bouxières-aux-Dames · Bratte · Brin-sur-Seille · Chenicourt · Clémery · Custines · Dieulouard · Éply · Faulx · Jeandelaincourt · Landremont · Lanfroicourt · Lay-Saint-Christophe · Létricourt · Leyr · Mailly-sur-Seille · Malleloy · Millery · Moivrons · Montenoy · Morville-sur-Seille · Nomeny · Phlin · Port-sur-Seille · Raucourt · Rouves · Sainte-Geneviève · Sivry · Thézey-Saint-Martin · Ville-au-Val · Villers-lès-Moivrons